# Laura Coombs Hills
Laura Coombs Hills (Newburyport, 1859 – 1952) est une artiste peintre et illustratrice américaine spécialisée dans les natures mortes à l'aquarelle et au pastel, en particulier de fleurs, et dans les portraits miniatures sur ivoire.
Elle est devenue la première peintre miniature élue à la Society of American Artists (en) et a été l'une des fondatrices de l'American Society of Miniature Painters. Elle a également travaillé comme illustratrice de livres pour enfants pour des auteurs tels que Kate Douglas Wiggin et Anna M. Pratt.

## Biographie

### Jeunesse et formation
Laura Coombs Hills naît le 7 septembre 1859 à Newburyport, dans le Massachusetts, au nord-est des États-Unis. Elle est la troisième des cinq enfants de Mary Gerrish Hills, issue d'une famille de marins, et Philip Knapp Hills, banquier, dans une famille relativement aisée,.
Bien qu'elle montre très tôt des prédispositions pour l'art, sa formation formelle est limitée à trois hivers à Boston avec Helen M. Knowlton (en), qui enseigne à des femmes artistes ayant déjà été formées par William Morris Hunt auparavant,. Elle est également inscrite pendant deux mois à la Cowles Art School.
Début 1882, elle quitte Boston pour étudier le dessin d'après modèle vivant pendant trois mois à l'Art Students League de New York ; l'un de ses professeurs est William Merritt Chase,,.
Au début des années 1900, Hills retourne à Boston et y établit son atelier, mais elle continue à passer ses étés dans une maison connue sous le nom de Goldfish qu'elle a construite à Newburyport et partagée avec l'une de ses sœurs. Entre 1890 et 1929, elle effectue cinq voyages en Europe pour s'immerger dans l'art et la culture de ce continent ; ils opèrent de profonds changements dans son œuvre.

### Carrière artistique

#### Aquarelles et pastels

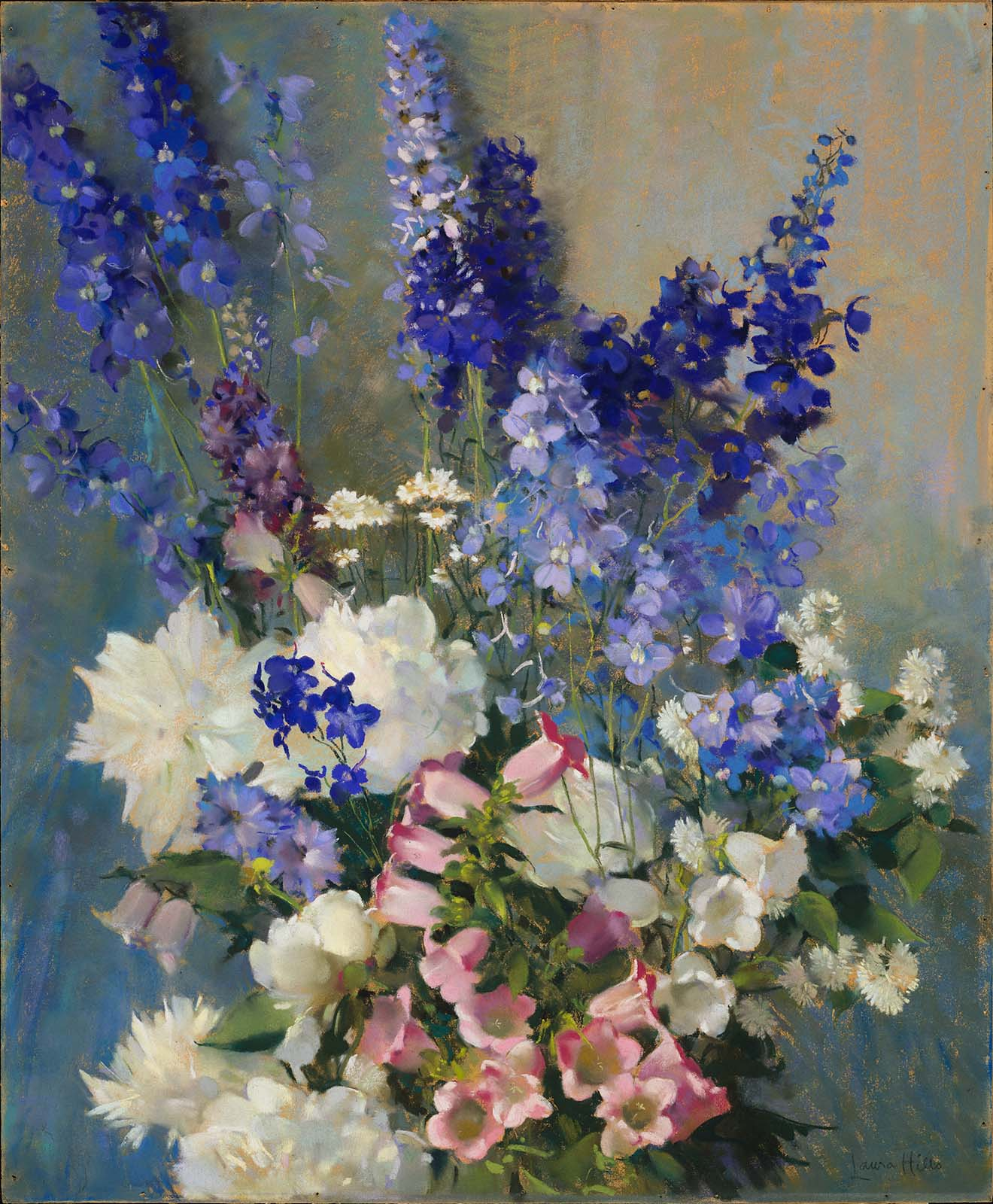
Larkspur, Peonies, and Canterbury Bells (vers 1926, musée des Beaux-Arts de Boston).

Dans les années 1880, Hills peint un groupe de paysages à l'huile qui sont clairement influencés par l'école de Barbizon ; on note aussi l'influence de Knowlton. En général, ses peintures matures s'alignent sur l'impressionnisme romantique des peintres de l'école de Boston (en) comme Edmund C. Tarbell, tandis que son travail de conception montre une forte proximité avec l'Art nouveau. Elle est l'un des premiers membres de la Guild of Boston Artists (où elle tient sa dernière exposition en 1947) et son travail est présenté dans une exposition rétrospective de 2001 intitulée « A Woman's Perspective: Founding and Early Women Members of the Guild of Boston Artists, 1914–1945 »,,.
Hills préfère finalement l'aquarelle et le pastel aux huiles, même si ces supports sont à l'époque considérés comme réservés uniquement aux travaux préliminaires et ne sont pas souvent exposés. Cette situation commence justement à changer au début de la carrière de Hills, stimulée en partie par la fondation de sociétés nationales et locales d'aquarelle et de pastel à la fin des années 1800. Hills tient sa première exposition personnelle en 1889 à la J. Eastman Chase Gallery à Boston, où elle présente une série de paysages au pastel et de natures mortes. L'année suivante, elle expose ses œuvres à la quatrième exposition annuelle du Boston Water Color Club, qui se tient également à la Chase Gallery ; elle continue à exposer avec ce club jusqu'en 1916,,. Elle expose des aquarelles et des pastels tout au long de sa carrière, notamment à l'Art Institute of Chicago (1902-1930) et a un grand succès commercial dans les années 1920, malgré la Grande Dépression. Elle ne produit plus que des pastels dans ses dernières années, lorsque sa vue commence à baisser,,.
Laura Coombs Hills se spécialise dans la peinture de compositions florales aux couleurs vives qu'elle cultive principalement dans son propre jardin à Newburyport, avec une spécialisation dans les lys et les pivoines, et un critique contemporain la qualifie de « reine des peintres de fleurs » (ainsi que de « reine des peintres de miniatures »), tandis qu'un autre explique le succès de ses compositions par « la lumière électrique qui a fait la différence. Elle a réveillé ces lys et les a fait parler ». Un pastel intitulé Larkspur, Peonies, and Canterbury Bells que le musée des Beaux-Arts de Boston achète en 1926 a toujours été l'image la plus vendue dans la boutique de cadeaux du musée. Elle porte une grande attention à la qualité de ses bâtonnets de pastel, qu'elle achète elle-même ou qu'elle se procure par l'intermédiaire de ses amies voyageuses à Paris, chez un certain Roche, qui les produit lui-même : Hills trouve la gamme de couleur de ses pastels « bien plus éblouissante » que ce qu'elle peut trouver à Boston. Sandra B. Lepore estime que Laura Hills renouvelle le genre de la composition floralle en réussissant « à poser ses sujets contre des motifs décoratifs sans compromettre l'équilibre des couleurs et la concentration de son pastel. Toutefois, elle a surtout utilisé une palette inspirée du modernisme et d'autres mouvements artistiques de son époque ».

#### Miniatures

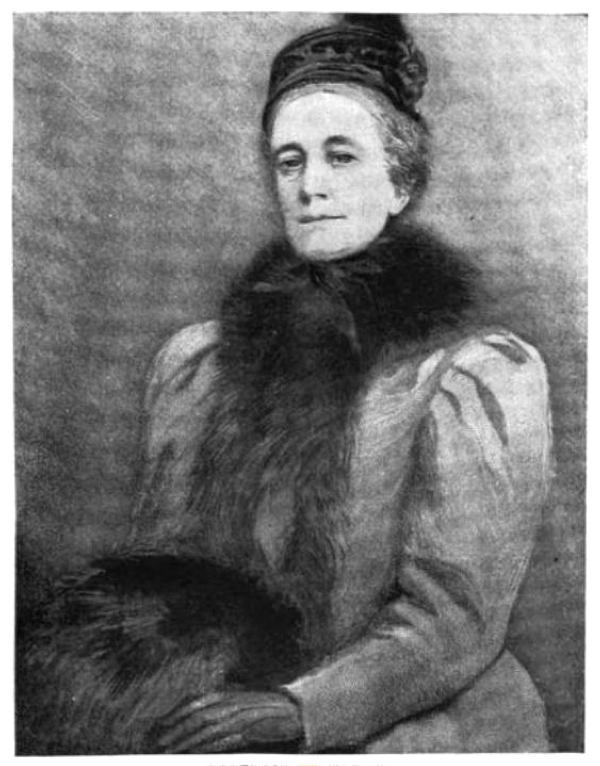
Portrait of Mme T., miniature peinte sur ivoire vers 1899.

Dans les années 1890, lors d'une visite en Angleterre, Hills est fascinée par les peintures miniatures sur ivoire. Elle apprend par elle-même cette technique minutieuse et réalise en 1893 une série de portraits miniatures de filles de sa ville natale. Ces Seven Pretty Girls of Newburyport (sept jolies filles de Newburyport), qui la lancent dans une carrière de plusieurs décennies comme portraitiste miniature, font désormais partie de la collection du musée des Beaux-Arts de Boston avec certaines de ses autres peintures miniatures. Elle est considérée comme l'une des meilleures peintres miniatures des États-Unis et d'une certaine manière, également comme innovatrice dans ce domaine, notamment pour son utilisation d'une large gamme de peintures, de couleurs vives et de travaux au trait au lieu du pointillé traditionnel. Dans un éditorial du Boston Herald du 23 novembre 1939, on pouvait lire : « D'une manière ou d'une autre, elle parvient à faire danser la lumière du soleil et à créer une atmosphère vibrante à l'intérieur des quatre murs et à en imprégner ses fleurs. Un artiste a déclaré que les États-Unis n'avaient jamais produit son égale. »
L'une de ses commandes les plus inhabituelles a lieu en 1896, lorsque la sœur d'Emily Dickinson, Lavinia, demande à Hills de retoucher l'une des rares photographies existantes de la défunte poète : un portrait formel et austère pris lorsque Emily Dickinson avait environ 16 ans et que ni Emily ni sa sœur ne considéraient comme ressemblant. Hills utilise la photographie comme base pour créer un portrait commémoratif. Le résultat, avec une ligne de cheveux adoucie et plus bouclée et une robe à froufrous, plaît à Lavinia. Entre 1913 et 1937, ce portrait apparaît dans une demi-douzaine de volumes d'ouvrages de et sur la poète produits par la nièce de Dickinson, Martha Dickenson Bianchi.
En 1897, Hills devient la première peintre miniature élue à la Society of American Artists (en) et l'une des rares femmes qui la composent. Un an plus tard, elle devient l'une des fondatrices de l'American Society of Miniature Painters, dont elle est pendant un certain temps la vice-présidente. Son travail avec les miniatures décline après 1920, en raison de sa vue défaillante.

#### Dessin et illustration

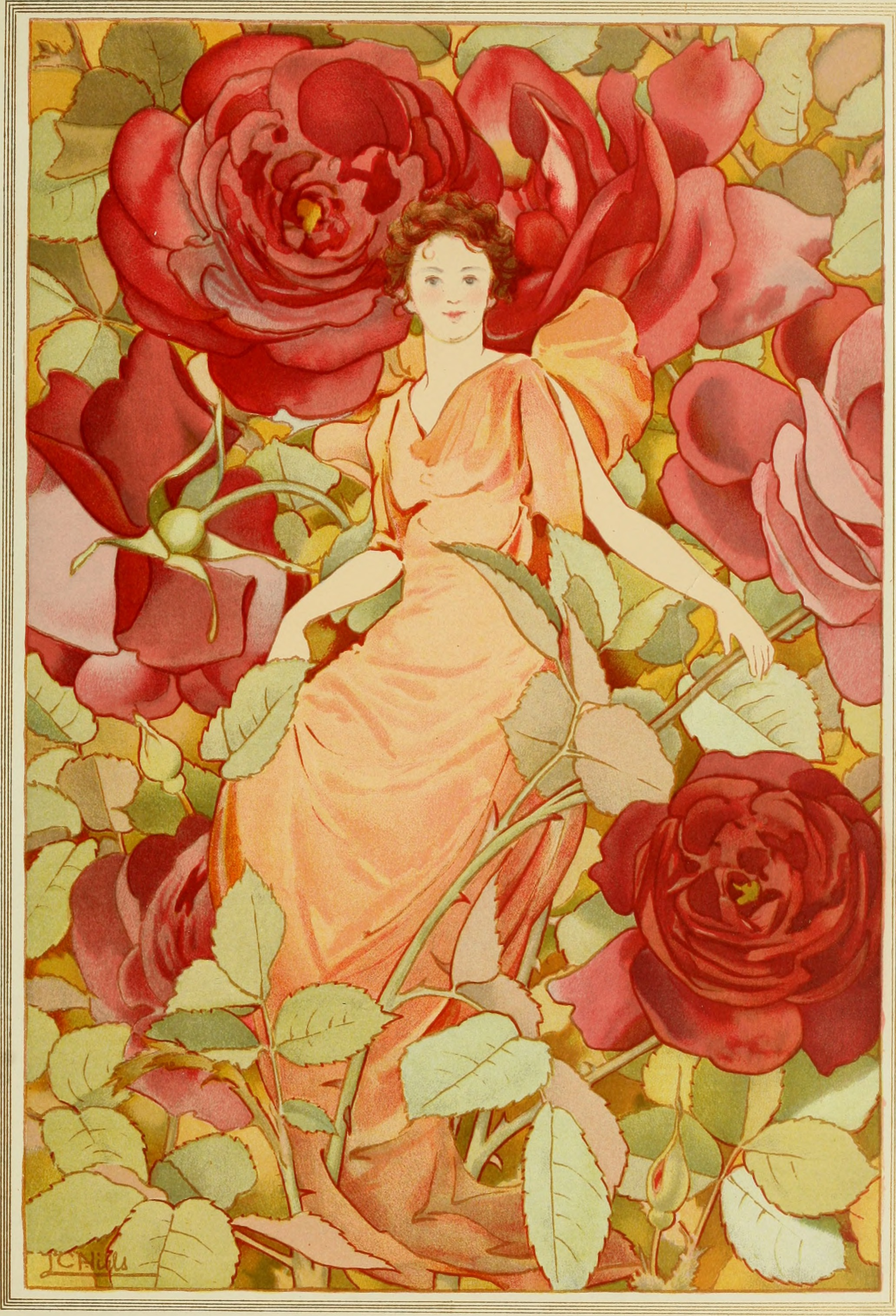
Illustration pour le calendrier Dream Roses de 1897.

Laura Coombs Hills subvient en partie à ses besoins grâce à des œuvres d'art commerciales, en peignant des aquarelles pour des cartes de vœux et des calendriers (en particulier pour Louis Prang), en dessinant des modèles pour des travaux d'aiguille et en décorant des poteries,,. Son calendrier de 1897, Dream Roses — qui présente des images inspirées de l'Art Nouveau de jeunes femmes entourées de masses de fleurs — est particulièrement bien reçu. Elle vend également des illustrations au magazine pour enfants St. Nicholas et illustre des livres pour enfants tels qu'une édition de 1889 de The Birds' Christmas Carol de Kate Douglas Wiggin et Flower Folk d'Anna M. Pratt. Elle continue ce travail même après avoir régulièrement vendu tous ses pastels et aquarelles exposés et obtenu des commandes pour ses miniatures.

### Reconnaissance et dernières années
En exposant largement ses peintures et ses miniatures, Hills remporte un certain nombre de médailles lors d'expositions nationales et internationales, notamment lors de l'Exposition universelle de 1900 de Paris, l'Exposition panaméricaine de 1901 à Buffalo, l'Exposition universelle de 1904 de Saint-Louis et l'Exposition universellle de 1915 à San Francisco. Entre 1917 et 1919, elle expose avec un groupe informel et éphémère de femmes artistes à Boston dirigé par Lucy Scarborough Conant (en) et connu sous le nom de « The Group »,.
Laura Coombs Hills travaille comme artiste presque jusqu'à sa mort le 21 février 1952,. Ses documents sont conservés aux Archives d'art américain de la Smithsonian Institution et à la Historical Society of Old Newbury (en) à Newburyport.

## Conservation des œuvres
- États-Unis
  - Cincinnati Art Museum, Cincinnati[16]
  - Metropolitan Museum of Art, New York[17]
  - Musées d'Art de Harvard, Cambridge (Massachusetts)[18]
  - Musée d'art de l'Université du Michigan, Ann Arbor[16]
  - Musée des Beaux-Arts, Boston[19]
  - Philadelphia Museum of Art, Philadelphie[20]
  - Worcester Art Museum, Worcester (Massachusetts)[16]
  - Et aussi :
    - Historical Society of Old Newbury, Newburyport[16]
    - New Hampshire Historical Society, Concord (New Hampshire)[16]